# Carlos Loizaga
Carlos de Loizaga y Machaín (Asunción, Virreinato del Río de la Plata, Imperio Español, 28 de noviembre de 1810-Asunción, 27 de febrero de 1894) fue un político y militar paraguayo.

## Biografía
Nació en Asunción. Vivió exiliado en la Argentina debido a su postura contraria al gobierno de Francisco Solano López y por ser partidario de la anexión del Paraguay a la Argentina. Fue uno de los fundadores de la Asociación Paraguaya, que fue creada en Buenos Aires con el fin de agrupar a los opositores del gobierno de López. Integró además la Legión Paraguaya y se desempeñaba como sargento de la misma, tuvo participación en algunas de las batallas de la guerra de la Triple Alianza. Se constituyó como miembro del gobierno provisorio, conocido como el Triunvirato junto a Cirilo Antonio Rivarola y José Díaz de Bedoya, formado el 15 de agosto de 1869 mientras transcurría la guerra. En este gobierno también desempeñó varios cargos en los ministerios de Relaciones Exteriores, Guerra y Marina y Justicia. Renunció al cargo el 31 de agosto de 1870, quedando disuelto el Triunvirato.